# Thomas Scimeca
Pour les articles homonymes, voir Scimeca.
Thomas Scimeca est un acteur et metteur en scène français né à L'Isle-Adam dans le Val-d'Oise.

## Biographie

### Jeunesse
Né à L'Isle-Adam en région parisienne, Thomas Scimeca passe son enfance et son adolescence à Marseille où il reste jusqu'à l'âge de 18 ans. Il étudie ensuite au Conservatoire national supérieur d'art dramatique de Paris d'où il sort diplômé en 2000.

### Carrière
En sortant il joue Hippolyte dans Phèdre de Racine mis en scène par Christian Rist, puis il travaille entre autres sous la direction de Julie Brochen, Eric Vigner, Hubert Colas et il y a quelques mois dans l’opéra King Arthur monté par Marcial Di Fonzo Bo ; ainsi qu'un certain nombre des pièces de Yves-Noël Genod, faisant partie de ses interprètes réguliers au début des années 2000 avec Jonathan Capdevielle et Marlène Saldana.
Désireux de s'affranchir des carcans du théâtre, il se lance dans l'improvisation et intègre la troupe de Jean-Christophe Meurisse, les Chiens de Navarre. Ce collectif joue et réalise le long métrage Apnée en 2016. Repéré à la Semaine de la critique du Festival de Cannes, la prestation de Scimeca lui vaut de figurer sur la liste des Révélations des César en 2017.
L'acteur embarque pour le Groenland sous la direction du réalisateur Sébastien Betbeder. Dans deux courts métrages (Inupiluk et Le film que nous tournerons au Groenland) et un long (Le Voyage au Groenland), il forme avec Thomas Blanchard un duo d'intermittents trentenaires paumés qui décident de s'envoler pour Kullorsuaq, l'un des villages les plus reculés du Groenland. En parallèle, on peut le voir dans Je suis un soldat aux côtés de Louise Bourgoin. Il est à nouveau l'une des Révélations des Césars en 2020 pour Bêtes blondes.
Après avoir quitté les Chiens de Navarre, avec Maxence Tual et Anne-Élodie Sorlin, ils forment un collectif et produisent leur première pièce à trois : Jamais labour n'est trop profond.
En 2024 il joue dans la saison 4 de la série policière franco-belge HPI diffusé sur TF1.

## Affaires judiciaires
Le 20 octobre 2024, Mediapart révèle que Thomas Scimeca est visé par deux plaintes de la part de deux comédiennes : l'une pour tentative de viol et l'autre pour violences conjugales. L'acteur dénonce des « rumeurs infondées ».

## Théâtre

### Metteur en scène
- 1998 : Haute surveillance de Jean Genet
- 1999 : L'Oiseau aveugle de François Bourgeat
- 2000 : Les Quatre Jumelles de Copi
- 2000 : L'Encre noire, montage de textes à partir de l'œuvre de Léopold Sedar Senghor
- 2002 : L'Homosexuel ou la difficulté de s'exprimer de Copi
- 2011 : Baboons, one man show
- 2020 : Jamais labour n'est trop profond ou le décor à mémé (Nanterre Amandiers)
- 2021 : Sûr je l'ai (Conservatoire Supérieur National de Paris)

### Comédien
- 2002 : Phèdre de Jean Racine, mise en scène Christian Rist
- 2002 : Marcel B de Hédi Tillette de Clermont-Tonnerre
- 2004 : Le Cadavre vivant (ru) (Живой труп), mise en scène de Julie Brochen
- 2005 : Z'avatars de Yves-Noël Genod
- 2005 : Le Groupe Saint Augustin on Ice de Yves-Noël Genod
- 2005 : Dior n'est pas Dieu de Yves-Noël Genod
- 2005 : Hommage à Catherine Diverrès de Yves-Noël Genod
- 2006 : La Pluie d'été d'Éric Vigner
- 2006 : Dictionnaire des Açores de Yves-Noël Genod
- 2006 : Barracuda de Yves-Noël Genod
- 2007 : Jerk de Gisèle Vienne
- 2007 : Monsieur Villovitch de Yves-Noël Genod
- 2007 : Blektre de Yves-Noël Genod
- 2007 : Hamlet de Yves-Noël Genod
- 2007 : Le Fou d'Omar d’Abla Farhoud, mise en scène Nabil El Azan
- 2008 : Othello de William Shakespeare, mise en scène Éric Vigner
- 2008 : Oh, pas d'femme, pas d'cri de Yves-Noël Genod
- 2008 : Mamzelle Poésie de Liliane Giraudon, mise en scène Yves-Noël Genod
- 2009 : Le Livre d'or de Jan d'Hubert Colas
- 2010 : Une raclette par Les Chiens de Navarre
- 2010 : Un hôtel de montagne de Yves-Noël Genod
- 2010 : Le Parc intérieur de Yves-Noël Genod
- 2010 : L'Échange de Yves-Noël Genod
- 2010 : Hamlet version 3 de Yves-Noël Genod
- 2010 : Autruche par Les Chiens de Navarre
- 2010 : La Place Royale d'Émilie Rousset
- 2011 : Nous avons les machines par Les Chiens de Navarre
- 2011 : Haschish à Marseille d'après Walter Benjamin, de Yves-Noël Genod
- 2012 : Hôtel Palace d'Yves-Noël Genod
- 2013 : Les danseurs ont apprécié la qualité du parquet par Les Chiens de Navarre
- 2013 : Baboons, one man show
- 2013 : Quand je pense qu'on va vieillir ensemble par Les Chiens de Navarre
- 2014 : Regarde le lustre et articule par Les Chiens de Navarre
- 2015 : Les Armoires normandes par Les Chiens de Navarre
- 2017 : Jusque dans vos bras par Les Chiens de Navarre
- 2020 : Le Royaume des animaux de Roland Schimmelpfennig, mise en scène Marcial Di Fonzo Bo, Comédie de Caen
- 2020 : Jamais labour n'est trop profond  par Le Labour ; conception et mise en scène de Thomas Scimeca, Anne-Elodie Sorlin, Maxence Tual, Nanterre Amandiers

## Filmographie

### Cinéma

#### Courts métrages
- 2003 : Trois jeunes tambours de Nicolas Miard
- 2011 : Les Jours d'automne de Mario Fanfani
- 2013 : Bugarach de Pascal Tagnati : Thomas
- 2013 : Il est des nôtres de Jean-Christophe Meurisse : Thomas
- 2014 : Le plus petit appartement de Paris d'Hélèna Villovitch : François
- 2014 : Inupiluk de Sébastien Betbeder : Thomas
- 2014 : Le Film que nous tournerons au Groenland de Sébastien Betbeder : Thomas
- 2016 : To Silicon Valley de Benjamin Nuel : Franck
- 2016 : Hédi & Sarah de Yohan Manca : Hédi
- 2017 : Le Septième continent de Noé Debré : Simon
- 2019 : Jusqu'à l'os de Sébastien Betbeder : Thomas

#### Longs métrages
- 2014 : Fidelio, l'odyssée d'Alice de Lucie Borleteau : Stéphane dit Steph
- 2015 : Je suis un soldat de Laurent Larivière : Fabien
- 2016 : Apnée de Jean-Christophe Meurisse : Thomas
- 2016 : Le Voyage au Groenland de Sébastien Betbeder : Thomas
- 2018 : Larguées d'Éloïse Lang : Sébastien
- 2018 : L'Heure de la sortie de Sébastien Marnier : Victor
- 2019 : Les Petits Flocons de Joséphine de Meaux : Thierry
- 2019 : Bêtes blondes de Maxime Matray et Alexia Walther : Fabien
- 2019 : Notre dame de Valérie Donzelli : Martial
- 2019 : La Belle Époque de Nicolas Bedos : Freddy
- 2020 : Éléonore d'Amro Hamzawi : Paul
- 2020 : C'est la vie de Julien Rambaldi : Gaëtan
- 2021 : Azuro de Matthieu Rozé : Vadim
- 2022 : Tout fout le camp de Sébastien Betbeder : Thomas
- 2023 : Hawaii de Mélissa Drigeard : Rodolphe
- 2023 : Sous le tapis de Camille Japy : Lucas
- 2023 : Un jour fille de Jean-Claude Monod : Sébastien

### Télévision

#### Séries télévisées
- 2016 : Les Grands de Vianney Lebasque : Monsieur Guennot
- 2018 : Fiertés de Philippe Faucon : Basile
- 2022 : Le Monde de demain de Katell Quillévéré et Hélier Cisterne : Jean-François Bizot
- 2022 : Le Flambeau : Les Aventuriers de Chupacabra de Jonathan Cohen et Jérémie Galan : Yvan (saison 2)
- 2023 : Icon of French Cinema de Judith Godrèche : Yann
- 2024 : HPI de Stéphane Carrié, Alice Chegaray-Breugnot et Nicolas Jean : Fred Prigent (saison 4)
- 2024 : Mémoire vive d'Arnaud Malherbe : Alexis

## Distinctions
- Révélation masculine des Césars 2017 pour Apnée
- Révélation masculine des Césars 2020 pour Bêtes blondes